# Jan Filipek
Jan Filipek (ur. 3 grudnia 1931 w Rzeszowie, zm. 11 października 1993 w Krakowie) – profesor łąkarstwa na Wydziale Rolniczym Akademii Rolniczej w Krakowie.

## Kariera naukowa

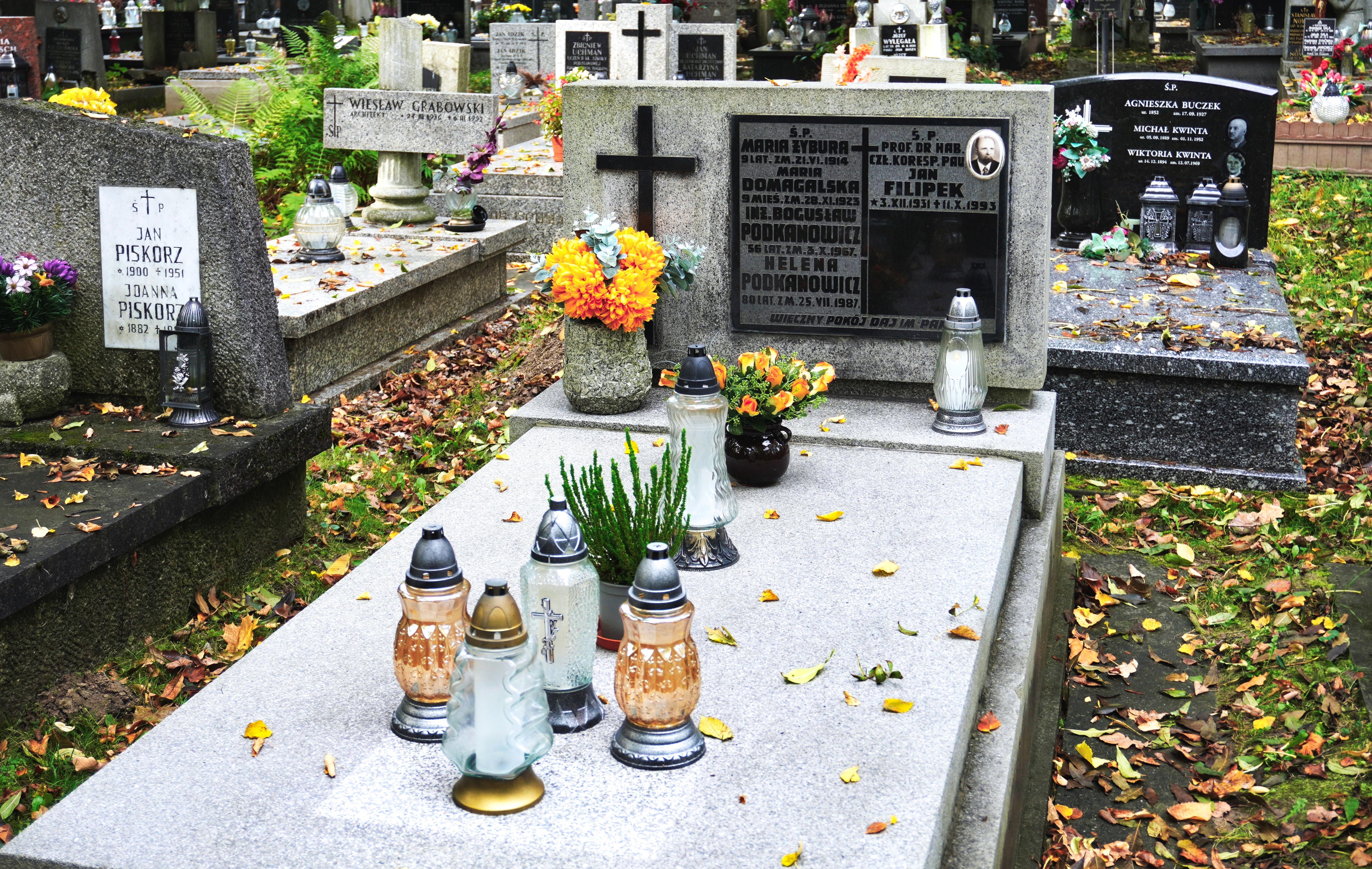
Grób prof. Jana Filipka na Cmentarzu Rakowickim w Krakowie

Studia ukończył na Wydziale Rolniczym Wyższej Szkoły Rolniczej w Krakowie. Uzyskał stopień inżyniera rolnictwa i magistra nauk agrotechnicznych w 1955 roku na podst. pracy Wpływ koszarzenia na recesję bliźniczki wyprostowanej. Następnie odbył półroczny staż naukowy w Nyon w Szwajcarii w 1960 roku.
W 1962 roku uzyskał stopień doktora nauk rolniczych na podst. pracy Wartość pastewna brodawnika zwyczajnego (Leontodon hispidus L.) na tle wartości pastewnej siana górskiego (Rocz. Nauk Rol. 76-F-3, 1965).
W 1971 roku uzyskał stopień doktora habilitowanego w oparciu o rozprawę Wpływ częstotliwości koszenia na zagęszczenie, wydajność, skład botaniczny i chemiczny runi łąkowej (Post. Nauk Rol., 1 i 3, 1968; Acta Agr. et Silv., ser. Agr., IX/2, 1969).
W 1975 roku został profesorem nadzwyczajnym, a w 1983 mianowany profesorem zwyczajnym.

### Stanowiska
Pełnił funkcje asystenta (1955-57), st. asystenta (1957-63), adiunkta (1963-68), docenta (1968-75) i profesora (od 1975) w Katedrze Uprawy Łąk i Pastwisk WSR, następnie AR w Krakowie. Był kierownikiem Zespołu Uprawy Łąk i Pastwisk oraz dyrektorem Instytutu Uprawy Roli i Roślin (1970-81), kierownikiem Katedry Uprawy Łąk i Pastwisk (od 1982), dziekanem Wydziału Rolniczego WSR (1972-81) i AR (od 1987), prorektorem AR w Krakowie (1972-81).

### Członkostwo w organizacja naukowych
Był członkiem Rady Głównej Nauki, Szkolnictwa Wyższego i Techniki (1974-76), Komitetu Zagospodarowania Ziem Górskich PAN (od 1975), Centralnej Komisji Kwalifikacyjnej ds. Kadr Naukowych (od 1979), Zespołu Dydaktyczno-Naukowego Rolnictwa, Ogrodnictwa, Zootechniki, Ekonomiki Rolnictwa i Kształtowania Terenów Zieleni Ministerstwa Nauki i Szkolnictwa Wyższego (od 1983), Komisji Nauk Rolniczych i Leśnych PAN, Oddział w Krakowie (od 1972) i jej wiceprzewodniczącym (od 1987).
Był również redaktorem serii Rolnictwo Zeszytów Naukowych AR w Krakowie (od 1972), redaktorem naczelnym Acta Agraria et Silvestria (od 1984) i zastępcą redaktora naczelnego Problemów Zagospodarowania Ziem Górskich PAN (od 1985).

### Prace
Był autorem lub współautorem 63 prac naukowo-badawczych, 36 artykułów naukowych, 15 komunikatów, 27 artykułów popularnonaukowych, 3 ekspertyz, 3 skryptów oraz 4 podręczników akademickich i książek (m.in. Uprawa i użytkowanie łąk i pastwisk, praca zbiorowa pod red. M. Falkowskiego, PWRiL, Warszawa 1973).
Na podkreślenie zasługuje opracowanie krajowego systemu liczb wartości użytkowej (LWU) roślin łąkowo-pastwiskowych (Post. Nauk Rol., 4, 1973).
Z prac o charakterze łąkoznawczym należy wymienić badania nad zdolnością konkurencyjną traw i roślin motylkowych, studia nad wartością pastewną ziół łąkowych oraz sukcesjami roślinnymi łąk rezerwatowych. W pracach stosowanych wiele uwagi poświęcał roli nawożenia mineralnego górskich użytków zielonych oraz badaniom nad wpływem terminów i częstotliwości użytkowania kośnego na ruń trawiastą i jej wydajność. W ramach prac nad zagospodarowaniem górskich użytków zielonych zbadał plonowanie różnych mieszanek trawiasto-motylkowych w porównaniu z samozadarnianiem i zbiorowiskiem trwałym.

## Odznaczenia
Został odznaczony Krzyżem Kawalerskim Orderu Odrodzenia Polski, tytułem honorowym "Zasłużony Nauczyciel PRL", Medalem Komisji Edukacji Narodowej i wieloma innymi odznaczeniami. Otrzymał również szereg nagród Ministra Nauki i Szkolnictwa Wyższego.
Profesor Jan Filipek został pochowany na cmentarzu Rakowickim (kwatera XXIV b, rząd 11, grób nr 8).